# 望加锡级船坞登陆舰
望加锡级船坞登陆舰是一型船坞登陆舰，最初由韩国大鲜造船为印度尼西亚海军设计，命名源自印尼城市望加錫，首舰于2007年入役。秘鲁海军的该舰级称为皮斯科级，菲律宾海军的该舰级称为丹辘级，印尼专门建造的医疗船称为瓦希丁·苏迪罗胡索多医生级。

## 简介

### 印度尼西亚
2003年，韩国釜山的大鲜造船为印度尼西亚海军建造了标准排水量7,400吨的丹绒·达佩勒号船坞登陆舰，2004年印度洋大海啸后因民事救援力量短缺，将其改装为多用途医疗船苏哈诺医生号。
2004年12月，印度尼西亚向大宇国际签下四艘望加锡级船坞登陆舰订单，共计1.5亿美元。由大鲜造船设计，前2艘在韩国大鲜造船建造，后2艘由大鲜造船协助，在印尼泗水的印尼PT-PAL造船厂建造。
2017年，印尼PT-PAL造船厂开建第5艘望加锡级三宝垄号。三宝垄号建成后被改为临时医疗船。2021年和2022年，望加锡级7号舰瓦希丁·苏迪罗胡索多医生号和7号舰拉吉曼·韦迪宁拉特医生号分别下水，这两艘舰自建造起就被设计为医疗船。

### 秘鲁
2012年，秘鲁与韩国大鲜造船签订6000万美元的合同，在秘鲁卡亞俄的SIMA造船厂建造1艘皮斯科级船坞登陆舰。该舰基于望加锡级的设计，由韩国提供工程和设计技术援助，于2017年4月25日下水。第2艘于2017年12月开建。

### 菲律宾
2013年5月，菲律宾国防部宣布将购置两艘“服务支援舰”（service support vessel，SSV）。同年8月，印尼PT-PAL造船厂以6700万美元的价格中标。印尼PT-PAL造船厂以望加锡级为蓝本为菲律宾海军建造登陆舰，称作丹辘级。

### 缅甸
韩国大鲜造船为缅甸海军建造了1艘望加锡级船坞登陆舰，于2019年7月在釜山下水。

## 同级舰
| 舰名                      | 舷号    | 使用国     | 造船厂            | 下水          | 入役           | 备注       |
| ------------------------- | ------- | ---------- | ----------------- | ------------- | -------------- | ---------- |
| 望加锡号                  | 590     | 印度尼西亞 | 大鲜造船 韩国     | 2006年12月7日 | 2007年4月29日  |            |
| 泗水号                    | 591     | 印度尼西亞 | 大鲜造船 韩国     | 2007年3月23日 | 2007年8月1日   |            |
| 马辰号                    | 592     | 印度尼西亞 | PT-PAL造船厂 印尼 | 2008年8月28日 | 2009年11月28日 |            |
| 班达亚齐号                | 593     | 印度尼西亞 | PT-PAL造船厂 印尼 | 2010年3月19日 | 2011年3月21日  |            |
| 三宝垄号                  | 594     | 印度尼西亞 | PT-PAL造船厂 印尼 | 2018年8月3日  | 2019年1月21日  | 临时医疗船 |
| 瓦希丁·苏迪罗胡索多医生号 | 991     | 印度尼西亞 | PT-PAL造船厂 印尼 | 2021年1月7日  | 2022年1月14日  | 专用医疗船 |
| 拉吉曼·韦迪宁拉特医生号   | 992     | 印度尼西亞 | PT-PAL造船厂 印尼 | 2022年8月15日 |                | 专用医疗船 |
| 皮斯科号                  | AMP-156 | 秘鲁       | SIMA造船厂 秘鲁   | 2017年4月25日 | 2018年6月6日   |            |
| 派塔号                    | AMP-157 | 秘鲁       | SIMA造船厂 秘鲁   |               |                |            |
| 丹辘号                    | LD-601  | 菲律賓     | PT-PAL造船厂 印尼 | 2016年1月18日 | 2016年6月1日   |            |
| 南达沃号                  | LD-602  | 菲律賓     | PT-PAL造船厂 印尼 | 2016年9月29日 | 2017年5月31日  |            |
| 莫塔马号                  | 1501    | 緬甸       | 大鲜造船 韩国     | 2019年7月     | 2019年12月24日 |            |